# Dao od Chua
Kralj Dào od Chua (楚悼王, Chǔ Dào Wáng) postumno je ime jednog kineskog kralja, vladara države Chu iz kuće Mi. Prezime mu je bilo Xióng, a ime Yi (疑).
Bio je sin kralja Šenga od Chua te otac kraljeva Sua - nije imao sinova - i Xuana, koji je Sua naslijedio.
Dào je umro 381. prije nove ere.